# Michael Medwin
Michael Medwin (Londra, 18 luglio 1923 – Bournemouth, 26 febbraio 2020) è stato un attore e produttore cinematografico britannico.

## Biografia
Studia in Inghilterra e successivamente in Svizzera, debuttando artisticamente nel 1940.

## Filmografia

### Attore

#### Cinema
- Un marito ideale (An Ideal Husband), regia di Alexander Korda (1947)
- Anna Karenina, regia di Julien Duvivier (1948)
- La donna di picche (The Queen of Spades), regia di Thorold Dickinson (1949)
- Il duca e la ballerina (Trottie True), regia di Brian Desmond Hurst (1949)
- Quattro in una jeep (Die Vier im Jeep), regia di Leopold Lindtberg e Elizabeth Montagu (1951)
- Viaggio nell'interspazio (Spaceways), regia di Terence Fisher (1953)
- Sopra di noi il mare (Above Us the Waves), regia di Ralph Thomas (1955)
- Un dottore in altomare (Doctor at Sea), regia di Ralph Thomas (1955)
- Dottore a spasso (Doctor at Large), regia di Ralph Thomas (1957)
- Il giorno più lungo (The Longest Day), registi vari (1962)
- Kali Yug, la dea della vendetta, regia di Mario Camerini (1963)
- La doppia vita di Dan Craig (Night Must Fall), regia di Karel Reisz (1964)
- Questa pazza, pazza, pazza Londra (The Sandwich Man), regia di Robert Hartford-Davis (1966)
- La contessa di Hong Kong (A Countess from Hong Kong), regia di Charlie Chaplin (1967)
- La più bella storia di Dickens (Scrooge), regia di Ronald Neame (1970)

#### Televisione
- Westinghouse Desilu Playhouse – serie TV, episodio 2x12 (1960)
- Il ritorno di Simon Templar (Return of the Saint) – serie TV, episodio 1x09 (1978)
- Eddie Shoestring, detective privato (Shoestring) – serie TV, 21 episodi (1979-1980)

### Produttore

#### Cinema
- L'errore di vivere (Charlie Bubbles), regia di Albert Finney (1967)
- Se... (If...), regia di Lindsay Anderson (1968)
- Sequestro pericoloso (Gumshoe), regia di Stephen Frears (1971)
- O Lucky Man!, regia di Lindsay Anderson (1973)

## Doppiatori italiani
- Gianfranco Bellini in La donna di picche
- Stefano Sibaldi in Sopra di noi il mare
- Massimo Turci in Dottore a spasso
- Pino Locchi in La più bella storia di Dickens